# ریحان سلام
ریحان سلام (انگلیسی: Reihan Salam؛ زادهٔ ۲۹ دسامبر ۱۹۷۹) پدیدآور، ستون‌نویس و نظرپرداز سیاسی آمریکایی است. او دبیر اجرایی نشنال ریویو و از ستون نویسان سلیت, و نیز دبیر مشارکت‌کننده در نشنال افرز, از مصاحبه‌کنندگان وایس، و از اعضای پیوستهٔ مؤسسه سیاست دانشگاه شیکاگو است. او در برنامه‌های مختلف رادیوتلویزیونی چون ان‌پی‌آر پخش زنده با بیل مار اچ‌بی‌او , ان‌بی‌سی یونیورسال، جی پی اس فرید زکریا در سی‌ان‌ان, گزارش کلبر کمدی سنترال شرکت کرده‌است.
سلام در بروکلین متولد شده‌است. والدینش مهاجرین متولد بنگلادش هستند. پدرش حسابدار و مادرش تغذیه دان است. او دارای مدرک بی‌ای مطالعات اجتماعی از دانشگاه هاروارد است.